# Leymus erianthus
Leymus erianthus là một loài thực vật có hoa trong họ Hòa thảo. Loài này được (Phil.) Dubc. mô tả khoa học đầu tiên năm 1997.